# 라오스-태국 제4우의교
라오스-태국 제4우의교(태국어: สะพานมิตรภาพ 4, 라오어: ຂົວມິດຕະພາບລາວ - ໄທ ແຫ່ງທີ 4)는 라오스의 도시 후아이싸이과 태국의 주 치앙라이 주를 연결하는 다리이다.

## 같이 보기
- 라오스-태국 제1우의교
- 라오스-태국 제2우의교
- 라오스-태국 제3우의교
- 쿤밍 방콕 고속도로